# Х-32
Х-32 (произносится «ха-тридцать два») — советская/российская крылатая ракета воздушного базирования класса «воздух-поверхность» дальностью до 1000 км и скоростью 4000—5400 км/ч, разработана МКБ «Радуга».

## История
Работы по глубокой модернизации ракеты Х-22 начались в конце 1980-х годов, по причине низкой помехозащищённости её РЛС наведения, работающей на фиксированных частотах. При постановке противником активных помех пуск Х-22 был невозможен.
Государственный контракт № 01133 на опытно-конструкторские работы (ОКР) по теме «Адаптация» от 19.06.1990. В связи с общим кризисом в стране и недостаточным финансированием работы по теме несколько раз приостанавливались.
В 1998 году выполнены первые испытания ракеты (изд. 9-А-2362) на базе 929-го ГЛИЦ, в дальнейшем работы были прекращены по причине отсутствия финансирования у КБ Туполева на модернизацию самолёта-носителя (Ту-22М).
7 марта 2008 года с ГосМКБ «Радуга» заключён контракт № 83042 на проведение до 25.11.2011 ОКР «Сонетка» по испытанию опытных образцов ракет 9-А-2362 с БЧ ТК-56. ОАО «Туполев» должно было в рамках ОКР «Адаптация-45.03М» переоборудовать для испытаний один строевой самолёт Ту-22М3.
На основании Постановления Правительства Российской Федерации № 1080-31 от декабря 2010 года по гособоронзаказу на 2011 год и его плановый период на 2012—2013 годы самолёт Ту-22М3 борт № 9804 / зав. № 4898649 в рамках работ по модернизации парка Ту-22М3 был переоборудован опытным производством ОКБ им. А. Н. Туполева (ОКР «Потенциал») для проведения испытаний ракет класса «воздух-земля» изд. 9-А-2362. Лётные испытания самолёта с ракетами проводились в конце июля 2013 года. Выполнено несколько полётов, в том числе как минимум один полёт с пусками ракет.
В 2016 году в Корпорации тактического ракетного вооружения (куда входит МКБ «Радуга») работы по изделию продолжались. Также было подтверждено, что изделие находится в высокой степени технической готовности.
В конце 2016 года ракета Х-32 была официально принята на вооружение. Была запланирована модернизация 30 самолётов Ту-22М3 в Ту-22М3М.
В 2020 году дооборудованный Ту-22М3 в рамках периодических испытаний изделий на военном полигоне провёл пуски крылатых ракет Х-32, которые составят основу ударного вооружения бомбардировщика Ту-22М3М. Заявленные боевые характеристики ракет подтверждены, точность попадания — «в колышек». Испытательные стрельбы требовались как для подтверждения характеристик серийных Х-32, так и для подготовки к испытаниям ракет с борта новых бомбардировщиков Ту-22М3М, а также имели определённые опытно-исследовательские задачи. Оборудование Ту-22М3М максимально унифицировано с бортовыми системами стратегического бомбардировщика Ту-160М. Х-32 сохранила несколько изменённый планер Х-22, в остальном это новое изделие. Ракета получила модернизированный жидкостный ракетный двигатель с повышенной тягой, цифровое радиоэлектронное оборудование, в том числе бортовой цифровой вычислительный комплекс, помехозащищённую активно-пассивную радиолокационную станцию и собственные системы радиоэлектронного противодействия. Максимальная скорость ракеты близка к гиперзвуковой и на высотах полёта свыше 30 километров составляет около пяти Махов, дальность применения — 1000 километров.

## Конструкция
Основные отличия от Х-22:
- Ракета Х-32 выполнена в корпусе Х-22 с другим, более мощным двигателем, при этом они имеют одинаковые геометрические размеры. За счёт уменьшенной БЧ увеличен объём баков.
- Установлена новая помехозащищённая радиолокационно-инерциальная система наведения с радиокомандной коррекцией и привязкой к рельефу местности (от радиовысотомера).
- Вместо автопилота установлена система автоматического управления.

## Тактико-технические характеристики
Изложение ТТХ в версии Константина Сивкова:
- Носитель — Ту-22М3М
- Максимальная скорость — M=3,5—4,6 (4000—5400 км/ч, или 1,1—1,5 км/с)
- Дальность пуска — 600—1000 км
- Дальность захвата РЛС ГСН — 200—300 км (при пуске с большей дальности требуется внешнее целеуказание о примерном районе наличия цели до захвата цели ГСН)
- Высота полёта максимальная — 40 км

## Применение

### Война на Украине
Х-32 использовалась российской стороной в ходе вторжения на Украину. По информации британского минобороны, ракеты Х-22 и Х-32 были использованы для удара по дому отдыха и жилому дому в Сергеевке (1 июля 2022 года) и по торговому центру в Кременчуге (27 июня 2022 года) а также по жилому дому в Днепре (14 января 2023 года), что привело к многочисленным жертвам среди мирного населения
В июле 2023 года неоднократно использовалась для ночных обстрелов Николаева и Одессы с акватории Чёрного моря

## Критика
По состоянию на 2024 год баллистические ракеты воздушного базирования «Кинжал» и сверхзвуковые Х-22 и Х-32 являются дорогостоящими и малочисленными. Они требуют специализированных носителей, что делает их уязвимыми для наблюдения противником. Перемещение носителей ракет отслеживается в реальном времени с использованием космических и технических средств разведки. Высокая стоимость закупки и обслуживания носителей ракет негативно сказывается на потенциале системы.